# Ландсберид
Ландсберид (нем. Landsberied) — община в Германии, в земле Бавария. 
Подчиняется административному округу Верхняя Бавария. Входит в состав района Фюрстенфельдбрукк.  Население составляет 1501 человек (на 31 декабря 2010 года). Занимает площадь 10,54 км².